# Codrongianos
Codrongianos es un municipio italiano de 1281 habitantes en la provincia de Sassari. En el territorio municipal se encuentra la Basílica de Saccargia, una de las iglesias en estilo románico más notables de Cerdeña, con influencia del románico pisano.

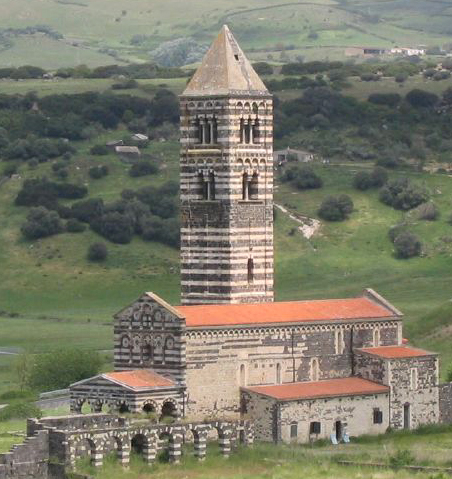
Santissima Trinità di Saccargia.

## Demografía
| Gráfica de evolución demográfica de Codrongianos entre 1861 y 2001 |
|                                                                    |
| Fuente ISTAT - elaboración gráfica de Wikipedia                    |